# Håkan Serner
John Gunnar Håkan Serner (Malmö, 1º settembre 1933 – Stoccolma, 25 ottobre 1984) è stato un attore svedese, vincitore del premio Guldbagge come miglior attore nel 1977.

## Biografia
Nipote dello scrittore Frank Heller, debuttò agli inizi degli anni cinquanta.

## Filmografia

### Cinema
- Pippi Calzelunghe e i pirati di Taka-Tuka (Pippi Långstrump på de sju haven), regia di Olle Hellbom (1970)
- Äppelkriget, regia di Tage Danielsson (1971)
- L'uomo sul tetto (Mannen på taket), regia di Bo Widerberg (1976)
- Mannen från Mallorca, regia di Bo Widerberg (1984)

## Premi e riconoscimenti
Guldbagge
1977 - Miglior attore - L'uomo sul tetto e Bang!